# Växjö (stad)
Växjö is een stad in het landschap Småland in Zweden. Het is de hoofdplaats van de gelijknamige gemeente Växjö en tevens de hoofdstad van de provincie Kronobergs län. De stad heeft 55.600 inwoners (2005) en een oppervlakte van 2929 hectare. Er is een vliegveld en een universiteit.
De stad is een zusterstad van Almere.
De voetbalclub Östers IF, die in de Allsvenskan speelt, is afkomstig uit Växjö.
Op 1 februari 2007 ontving Växjö de Sustainable Energy Europe Award 2007 voor zijn inspanningen om de stad vrij te maken van fossiele brandstoffen. Dat wordt bereikt door een energie- en warmtecentrale die met afval van de houtindustrie wordt gestookt. In tien jaar tijd wist men de CO2-uitstoot met 25% te verminderen. Die ligt nu op 3,5% per inwoner (het Zweedse gemiddelde is 5%)

## Verkeer en vervoer
Bij de plaats lopen de rijkswegen Riksväg 23, Riksväg 25, Riksväg 27, Riksväg 29, Riksväg 30 en Riksväg 37.
De stad heeft een station aan de spoorlijnen Göteborg - Kalmar / Karlskrona, Växjö - Tingsryds en Växjö - Åseda - Hultsfreds.

## Partnersteden
- Almere (Nederland)

## Geboren
- Michael Wexionius (1609-1670), hoogleraar aan de Universiteit van Turku
- Pär Lagerkvist (1891-1974), schrijver, dichter en Nobelprijswinnaar (1951)
- Harry Bild (1936-2025), voetballer
- Thomas Ravelli (1959), voetballer
- Jonas Jonasson (1961), schrijver
- Mats Wilander (1964), tennisser
- Martin Rittsel (1971), wielrenner
- Klas Eriksson (1971), golfer
- Jonas Björkman (1972), tennisser
- Emil Wingstedt (1975), orientatieloper
- Björn Wirdheim (1980), autocoureur
- Zeana (1992), Zweeds-Montenegrijns zangeres
- Darijan Bojanić (1994), voetballer

## Bekende inwoners
- Harry Bild (1936), voetballer
- Stefan Johansson (1956), formule-1-coureur voor Ferrari (1985-1986)
- Carolina Klüft (1983), Europees kampioene (2002 en 2006), wereldkampioene (2003, 2005 en 2007) en olympische kampioene (2004) zevenkamp.

## Sport
- Växjö Golfklubb, golfbaan met 18 holes
- Värendsvallen, multifunctioneel stadion